# Cutia (gênero)
Cutia é um gênero da família Leiothrichidae encontrado no sul e sudeste da Ásia.

## Espécies
Duas espécies são reconhecidas para o gênero:
- Cutia legalleni Robinson & Kloss, 1919
- Cutia nipalensis Hodgson, 1837

Em 2006 foi reconhecido o táxon legalleni como uma espécie distinta do nipalensis